# Лазеротерапія

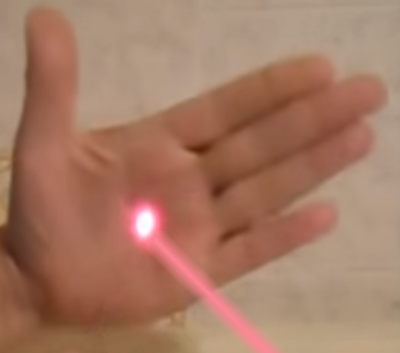
Лазерний промінь, що потрапляє на біологічну тканину викликає лазерне опромінення.

Лазеротерапі́я (лазерна терапія) — галузь медицини, яка використовує світлову енергію лазерного променя для впливу неушкодженого характеру на фотофізичні та фотохімічні процеси, що відбуваються в живому організмі. Властивості лазерного випромінювання відкрили широкі можливості його застосування в офтальмології, пульмонології, гінекології, урології, кардіології, гастроентерології, естетичній медицині, дерматології, який використовується в амбулаторних консультативно-реабілітаційних центрів лазеротерапії.

## Історія

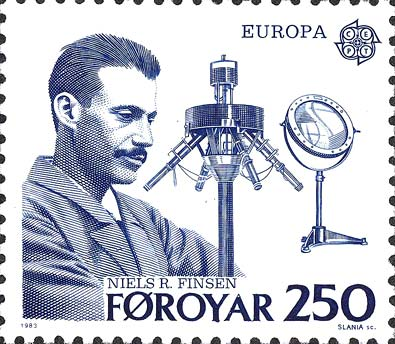
Нільс Роберт Фінзен на поштовій марці Фарерських островів

Розробником наукових основ світлолікування, від якого з відкриттям лазера відокремилася лазеротерапія, був Нільс Рюберг Фінзен фарерсько-данський науковець і фізіотерапевт. У 1903 році став першим данським лауреатом Нобелівської премії в галузі фізіології або медицини, "на знак визнання його заслуг у справі лікування хвороб — особливо вовчаку — з допомогою концентрованого світлового випромінювання, що відкрило перед медичною наукою нові широкі горизонти ".

## Вплив на організм людини
Лазерний промінь, що потрапляє на біологічну тканину викликає лазерне опромінення. Лазерне опромінення може бути поверхневим, точковим, інвазивним та неінвазивним.
Ззалежно від потужності, лазерний промінь викликає три різні фотоефекти в біологічній тканині. При малих потужності відбуваються хімічні та метаболічні реакції в клітинах біоткані — фотобіохімічні (біостимуляційні) ефекти. При середніх потужностях виникають фототермічні ефекти. При екстремально високій потужності, у випадку короткотривалих імпульсів, у біотканині виникають фотоіонізаційні ефекти.
Ультрафіолетовий промінь поглинається переважно молекулами нуклеїнових кислот, білків та ліпідів. Лазерний промінь у видимій області спектра поглинається переважно хроматофорними групами білкових молекул, а також, частково, киснем.
Інфрачервоний промінь з довжиною хвилі 890 нм (ближній інфрачервоний діапазон) поглинає кров.

## Техніка лазеротерапії

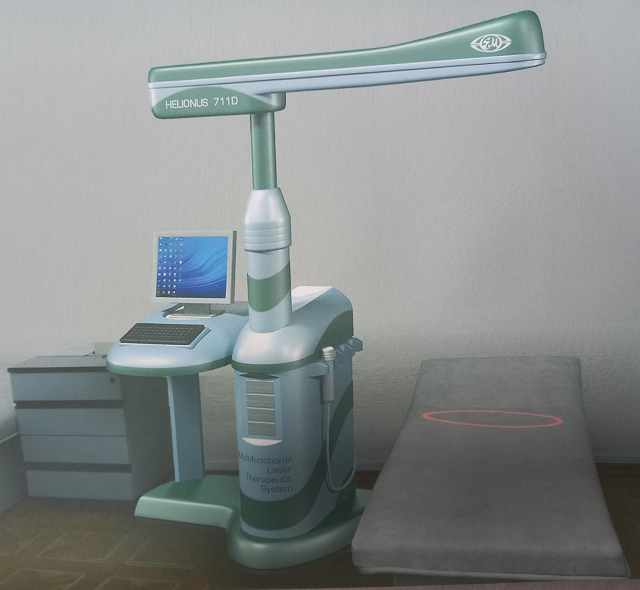
Інноваційна лазерна терапевтична установка «Фотонікс-21».

Лазерну терапевтичну установку Геліос 711Д , або "Фотонікс-21" було розроблено в Інституті геохімії навколишнього середовища НАН України під керівництвом Члена-кореспондента НАН України Забулонова Ю. Л.
.
До складу системи входять 7 функціонально-незалежних систем: 6 терапевтичних лазерних систем для зовнішнього та внутрішнього опромінення, контактного та безконтактного впливу He-Ne, ІК-напівпровідниковими лазерами та система функціональної експрес-діагностики стану пацієнта.

## Області медицини
Лазерний промінь використовується в різних областях медицини, а саме, в терапії, хірургії, офтальмології, стоматології тощо. Монохроматичний червоний промінь використовують для лікування захворювань слизовій рота, хвороб хребта і суглобів. Лазеротерапія також широко використовується для лікування ран та виразок, дерматологічних захворювань, ішемічної хвороби серця. Лазеротерапію застосовують для лікування вертебробазилярної недостатності, грижі Ґілмора та варикозу вен.
Лазеротерапія лікує піодермічні захворювання, яки найчастіше спричинюють стафілокок та сикоз. Лазеротерапія надає протизапальну, знеболювальну дію.